# Тамур
Тамур (Тамур-Пандурі) — назва двострунного музичного інструменту корінного населення Дагестану. Являє собою інструмент з дерев'яним видовбаним корпусом, сосновою декою з резонаторними отворами, 5–6 ладами та струнами з жил або кінського волосся. Стрій — квартовий (а — d1).
Інструмент має різні варіанти назви. У лезгин, аварцев, кумиків-«Пандур». Деячкі дагестанські народів називають інструмент «Дінда» та «чанг». Аналогічний інструмент у народів Азербайджану називається «тара й саз», але робиться переважно з горіхового дерева. Походження інструменту відноситься до доісторичної епохи, до формування в гірських умовах тваринницького господарства.
Найбільше поширення Тамур отримав в гірських районах. Технологія виробництва: вискоблюється з єдиного шматка дерева, висвердлюють отвори та натягуються лише дві струни. При виготовленні Тамура народні умільці віддають перевагу мати справу з традиційними матеріалами: липою та кишками молодого козла. Іноді використовуються струни з кінського волосу. Вузький довгий корпус закінчується двузубцем (тризубом). У довжину ніколи не перевищує 1 метра.
На думку ряду фахівців, сольна культура виконання на старовинному дагестанському інструменті близька до пісноспівів у формі плачу. На відміну від смичкового інструменту чагчана, чагура, гірської сопілки Лалу, духових зурни, бубна та барабана виконавець на Тамурі зазвичай виступає перед невеликою аудиторією. Зазвичай, це різновікові члени однієї родини або сусіди. У першому десятилітті XXI століття професійний інтерес до Тамуров проявлений з боку Східно-Європейської асоціації акустиків та Європейської акустичної асоціацією (ЕАА) та інших громадських організацій. Не підтверджується інформація про те, що Тамур (Пандурі, Дінда та чанг) витісняється струнно-щипковий агач-кумузом.